# Zeitschrift für Schweizerische Archäologie und Kunstgeschichte
Die Zeitschrift für Schweizerische Archäologie und Kunstgeschichte (ZAK) ist eine wissenschaftliche Fachzeitschrift für Archäologie und Kunstgeschichte.
Die Zeitschrift wird vom Schweizerischen Nationalmuseum in Zürich herausgegeben und publiziert Beiträge vorwiegend in Deutsch, Französisch, Italienisch und Englisch. Entsprechend der Mehrsprachigkeit führt die Zeitschrift als Paralleltitel Revue suisse d’Art et d’Archéologie, Rivista svizzera d’Arte e d’Archeologia sowie Journal of Swiss Archeology and Art History. Sie erscheint derzeit vierteljährlich im J. E. Wolfensberger AG/Wolfsberg Verlag in Birmensdorf ZH.
Die Zeitschrift für Schweizerische Archäologie und Kunstgeschichte erscheint seit 1939 als Fortsetzung des Anzeigers für Schweizerische Altertumskunde, welcher bis 1938 erschien.